# Mompha lacteella
Mompha lacteella is een vlinder uit de familie wilgenroosjesmotten (Momphidae). De wetenschappelijke naam is voor het eerst geldig gepubliceerd in 1834 door Stephens.
De soort komt voor in Europa.